# 5333 Kanaya
5333 Kanaya este un asteroid din centura principală de asteroizi.

## Descriere
5333 Kanaya este un asteroid din centura principală de asteroizi. A fost descoperit pe 18 octombrie 1990 la Susono de Makio Akiyama și Toshimasa Furuta. El prezintă o orbită caracterizată de o semiaxă mare de 2,35 ua, o excentricitate de 0,17 și o înclinație de 11,0° în raport cu ecliptica.